# Coremata stigmatalis
Coremata stigmatalis là một loài bướm đêm trong họ Crambidae.